# Trena africana cosida

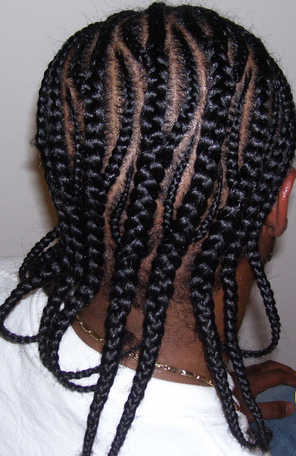
Un home amb trenes africanes cosides

La trena africana cosida és un estil tradicional africà d'arreglar-se el cabell que es trena molt a ran del cuir cabellut. Aquestes trenes se solen fer en línies simples i rectes, però també se'n poden formar dissenys geomètrics i curvilinis.
Aquestes trenes es poden deixar fetes durant unes setmanes sí es renta acuradament el cabell i es greixa regularment el cuir cabellut. Sí el cuir cabellut no es greixa correctament, hi pot aparéixer caspa, produir-se una caiguda important de cabell, i aparéixer coïssor al cap.
Depenent de la zona del món, les trenes les poden usar homes o dones, o tots dos.

## Crítica
Aquestes trenes, juntament amb les rastes, han estat objecte de disputes en diferents àmbits laborals i educatius a Amèrica del Nord i Europa. Alguns patrons han considerat aquest tipus d'arranjament del pentinat inadequat per a treballar en una oficina i l'han prohibit -algunes vegades fins i tot acomiaden els empleats que l'han utilitzat. Els empleats afroamericans i grups de drets civils han respost que tals actituds demostren racisme i prejudicis culturals. Alguns conflictes han donat lloc a litigis legals.
Les trenes massa tensades o utilitzades durant períodes llargs poden provocar un tipus de pèrdua de cabell denominat "alopècia per tracció".